# Jesús Morales (actriz)
Jesús Morales Sagástegui (Lima, 4 de enero de 1925-Lima, 28 de enero de 2024) fue una reconocida actriz cómica y locutora radial peruana.

## Biografía
Jesús Morales nació en Lima en 1925. Hizo estudios de Educación, especialidad Castellano y Literatura, en la Universidad Nacional Mayor de San Marcos, graduándose en 1945. Solo ejercería esta carrera por 4 años ya que en 1949 ingresa a trabajar en la radio como actriz de radionovelas. Se casó y tuvo 2 hijas (Liliana y Lorena).
Trabajó en diversas radioemisoras como La Crónica, Centra" y Nacional, al lado de figuras como Elvira Travesí, Elva Alcandré, Roberto Airaldi, entre otros. Su afición la lleva a seguir estudios de teatro en la Escuela Nacional de Arte Escénico, teniendo como director al actor español Edmundo Barbero. Fue en el programa El mundo en 10 minutos, en el que se daban las noticias en plan cómico, que la escuchó Tulio Loza y la convenció de trabajar con él. Así, tras trece años en radio, dio el salto a la televisión que recién iniciaba en Perú.
En lo que más se le recuerda en televisión es por su actuación como "Doña Epidemia" en la secuencia Cosas de Callejón al lado de Antonio Salim quien interpretaba al popular "Roncayulo" en los programas cómicos El tornillo (1968-1975) y Nemesio (1970) de Panamericana Televisión y grabando juntos además entre 1967 y 1979, una docena de álbumes de comedia musical producidos por Mario Cavagnaro. Siempre en la misma cadena de TV, se constituyó durante la década de los años 1980 en uno de los pilares del estelar programa cómico sabatino Risas y Salsa y posteriormente pasó a América Televisión para el programa Risas de América (1997-1999). También participó en varias telenovelas como El diario de Pablo Marcos, El hombre que debe morir (1993) y El cura de mi barrio.
Ha participado en el teatro, en obras como A puerta cerrada de Jean Paul Sartre, Ollantay y El burlador de Sevilla en la puesta del elenco del Teatro de la Universidad de San Marcos (TUSM) por el Centenario de la Universidad Nacional Mayor de San Marcos.

## Muerte
Falleció el domingo 28 de enero de 2024, días después de que la actriz celebrara sus 99 años. Ella deja un extenso legado en el ambiente artístico y fue durante muchos años un referente de la comicidad en la historia de la televisión peruana.

## Filmografía

### Programas de televisión
- El tornillo (1968-1975)
- Nemesio (1970)
- Risas y salsa
- Risas de América

### Telenovelas
- El diario de Pablo Marcos
- El hombre que debe morir (1993)
- El cura de mi barrio